# Onthophagus semigranosus
Onthophagus semigranosus är en skalbaggsart som beskrevs av Lansberge 1883. Onthophagus semigranosus ingår i släktet Onthophagus och familjen bladhorningar. Inga underarter finns listade i Catalogue of Life.